# خفج أقحواني الأوراق
خفج أقحواني الأوراق (الاسم العلمي: Diplotaxis leucanthemifolia) هو نوع من النباتات تتبع جنس الخفج من الفصيلة الكرنبية.